# Dátiles con tocino
Los dátiles envueltos en béicon o tocino son un aperitivo típico que consiste en dátiles rellenos de diferentes ingredientes como frutos secos o queso, y envueltos en una rebanada de panceta, también llamada béicon o tocino. Luego se fríen u hornean. Se sirven calientes, pinchados con un palillo de madera, y a menudo acompañadas de tostadas, chutney y mostaza.
En inglés se conocen como ‘diablitos a caballo’ (devils on horseback) y fueron muy populares en varios países occidentales a finales de los años 1980 y principios de 1990, servidos como un aperitivo conveniente en las fiestas tipo cocktail. En España aparecieron sobre esa misma época y integraron en el menú nacional de tapas con el nombre popular de «delicias de Elche», haciendo referencia al famoso Palmeral de esta ciudad. La receta pasó de moda a principios del siglo xx, cuando surge un renovado interés por la dieta sana.

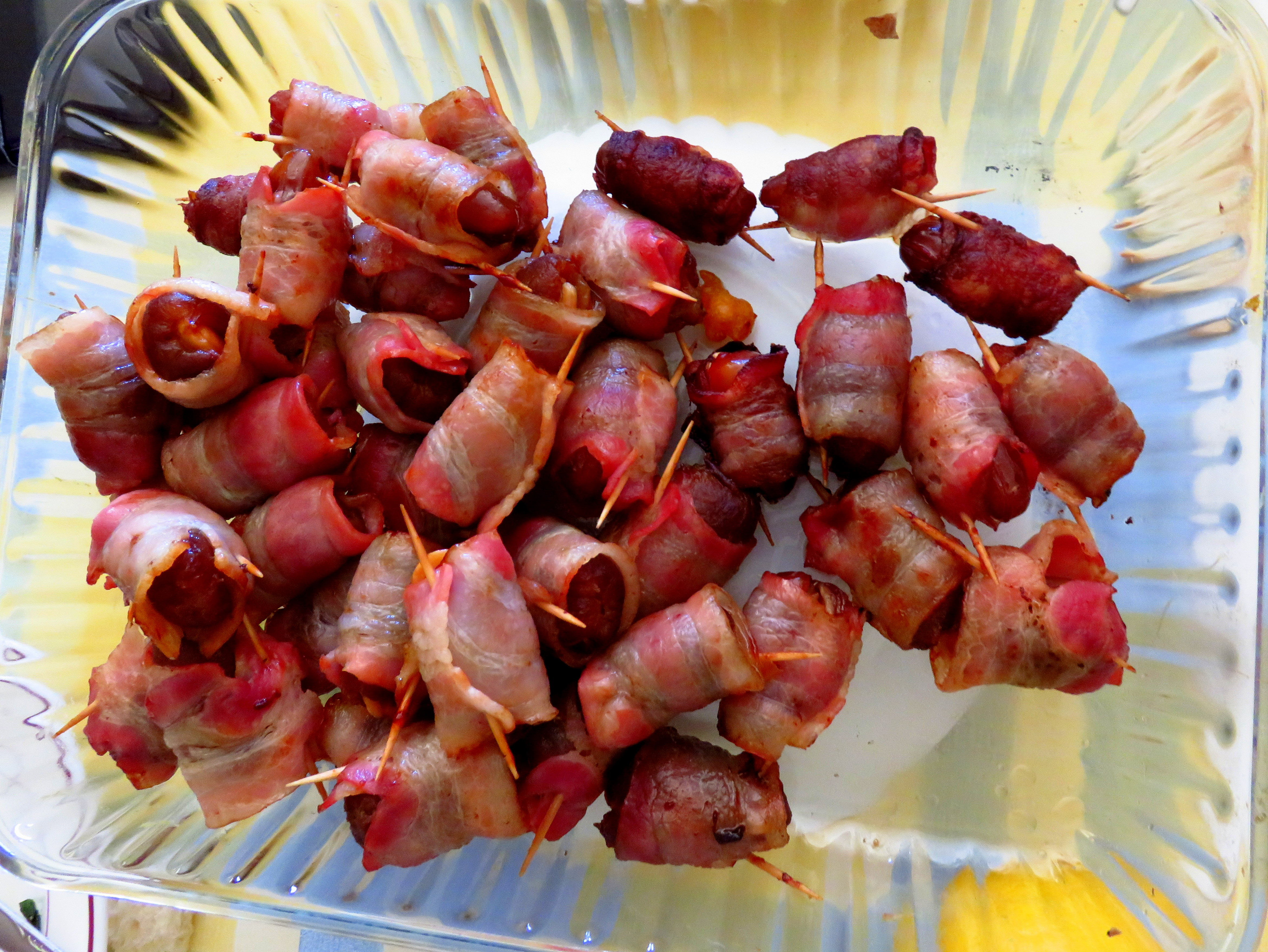
Dátiles con tocino al estilo de Elche

Los dátiles de deshuesan y se rellenan típicamente con una almendra entera tostada sin sal. Luego se envuelven en una albarda de tocino, que debe quedar lo suficientemente cocinada como para estar crujiente. La combinación del sabor dulce del dátil con el salado del tocino, así como su contraste de texturas, lo convierte en un aperitivo exótico y apetecible. Una variante habitual son las ciruelas pasas con tocino.